# Paisjusz (biskup koptyjski)
Paisjusz (znany także jako Anba Biszoj, ur. 19 lipca 1942 w Al-Mansurze jako Makram Eskander Nicola, zm. 3 października 2018) – duchowny Koptyjskiego Kościoła Ortodoksyjnego, od 1972 biskup Damietty.

## Życiorys
16 lutego 1969 złożył śluby zakonne. Święcenia kapłańskie przyjął 12 maja 1970. Sakrę biskupią otrzymał 24 września 1972. W 1990 otrzymał godność metropolity. Był także przedstawicielem ekumenicznym Koptyjskiego Kościoła Ortodoksyjnego. Zmarł 3 października 2018.